# Gruppo della Banca mondiale

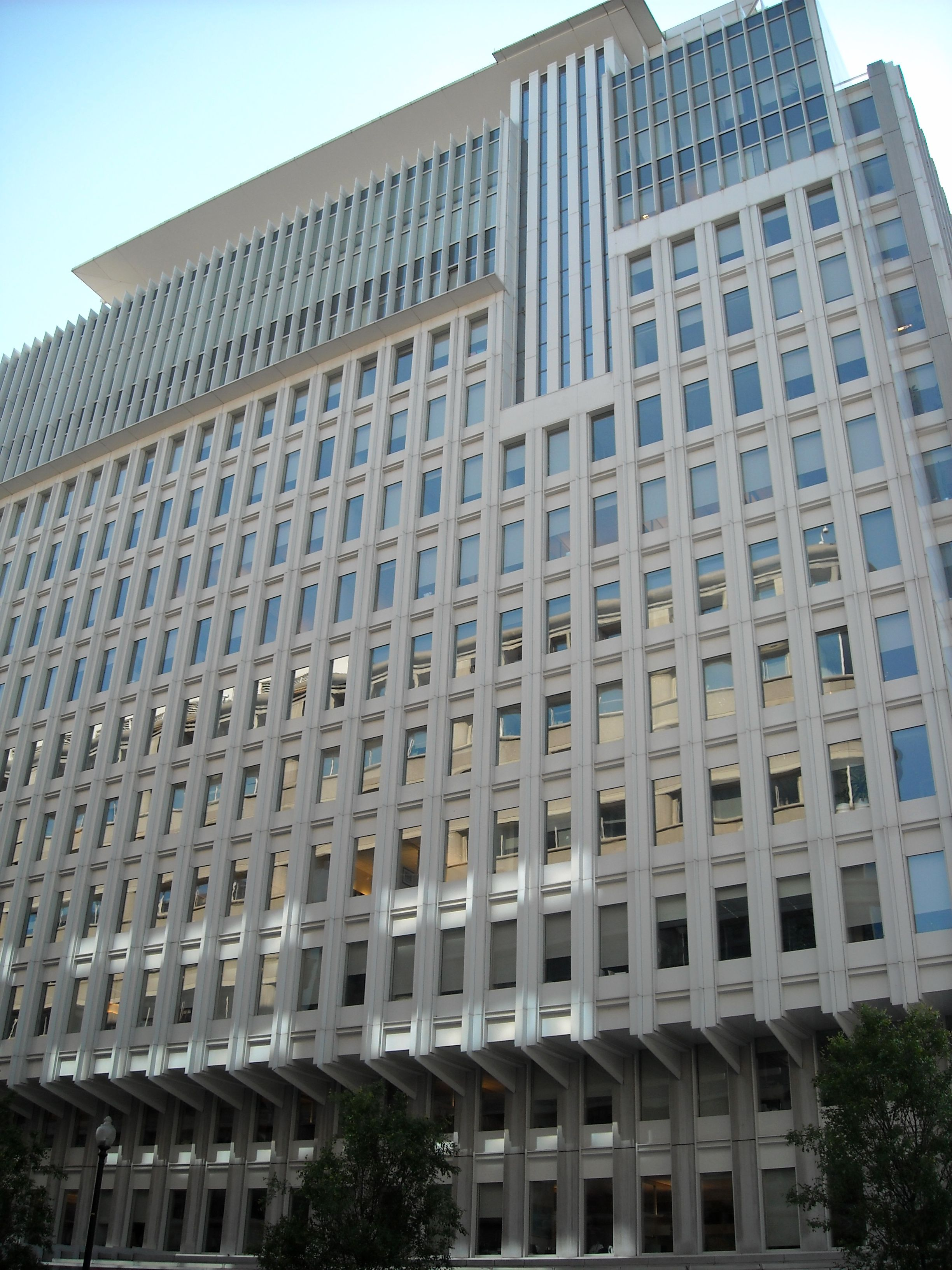

Il Gruppo della Banca mondiale è un'organizzazione istituita nel 2007 che comprende cinque diversi istituti: 
- La Banca internazionale per la ricostruzione e lo sviluppo, fondata nel 1945, il cui funzionamento è garantito dal versamento di un canone stabilito dagli Stati membri;
- L'Agenzia internazionale per lo sviluppo, fondata nel 1960, i cui prestiti sono riservati ai paesi meno sviluppati;
- La Società finanziaria internazionale, fondata nel 1956 per finanziare i prestiti e gli investimenti effettuati dalle imprese nei paesi a rischio;
- Il Centro internazionale per il regolamento delle controversie relative ad investimenti, istituito nel 1966, che collabora con i governi nazionali per ridurre il rischio negli investimenti;
- L'Agenzia multilaterale di garanzia degli investimenti, istituita nel 1988 per fornire un particolare fondo assicurativo contro il rischio di alcuni tipi di investimenti.

La "nomina" del presidente del Gruppo della Banca mondiale è per tradizione riservata agli Stati Uniti d'America, in quanto essi detengono la maggior quota di voti (16,4% del totale); la designazione fatta dal governo degli Stati Uniti deve però essere approvata dal Consiglio dei governatori delle istituzioni che compongono il gruppo. Fra gli altri paesi aderenti al Gruppo, il Giappone detiene una quota del 7,9%, la Germania del 4,5%, il Regno Unito del 4,3%, la Francia del 4,3%.